# Susie Lee
Suzanne Marie "Susie" Lee, nata Kelley (Canton, 7 novembre 1966), è una politica statunitense, membro della Camera dei Rappresentanti per lo stato del Nevada dal 2019.

## Biografia
Nata nell'Ohio, Susie Lee si laureò all'Università Carnegie Mellon e successivamente si trasferì a Las Vegas, dove fu fondatrice del servizio per l'infanzia Inner-City Games. Fu inoltre presidente di Communities In Schools of Nevada, un'organizzazione finalizzata alla prevenzione della dispersione scolastica. Per svariati anni si occupò di tematiche legate all'istruzione e fu membro di varie organizzazioni non profit.
Nel 2016 si candidò alla Camera dei Rappresentanti nel quarto distretto del Nevada ma arrivò solo terza nelle primarie del Partito Democratico venendo sconfitta da Ruben Kihuen.
Nel 2018, quando la deputata Jacky Rosen si candidò al Senato contro il repubblicano in carica Dean Heller, la Lee si presentò alle elezioni per il suo seggio della Camera e affrontò il repubblicano Danny Tarkanian, riuscendo a sconfiggerlo con un margine di nove punti percentuali e divenendo così deputata.